# 国元東九郎
国元 東九郎（くにもと とうくろう、1894年 - 1985年）は、日本の数学教育研究者、数学教師。

## 経歴
1894年、新潟に生まれる。新潟県高田師範学校を経て、1920年3月に東京高等師範学校理科第一部（数学）を卒業。その後、新潟師範学校の教諭、女子学習院教授、日本大学付属櫻丘高等学校の教頭を務めた。

## 著作
- 『直観幾何教授ノ理論ト実際』（培風館、1925年）
- 『欧米小学算術書』（全6巻、小島ミサヲとの共訳、阿部八代太郎監修、世界文庫刊行会、1926年）
- 『算術の話』（興文社・文藝春秋社 小学生全集、1928年）
  - 『算数の先生』（国土社 少年少女科学名著全集、1964年）
  - 『算数の先生』（筑摩書房 ちくま学芸文庫、2011年）